# Queen of the South Football Club
O Queen of the South Football Club é um clube de futebol da Escócia, com sede na cidade de Dumfries. O clube foi vice campeão da Copa da Escócia em 2008.